# В'юрок сніговий
В'юрок сніговий або горобець сніговий (Montifringilla nivalis) — невеликий горобцеподібний птах. Незважаючи на свою назву, це швидше горобець, аніж справжній в'юрок.

## Таксономія
У 1760 році французький зоолог Матюрен Жак Бріссон помістив опис снігового в'юрка білокрилого у свою працю Ornithologie, при цьому не вказавши де саме були зібрані дані. Він найменував пташку: «Le pinçon de neige ou la niverolle» (французькою мовою) та Fringilla nivalis (латинською). Хоча Бріссон і створив латинські назви виду, проте вони не відповідають біноміальній системі та не визнані Міжнародною комісією з зоологічної номенклатури. Коли в 1766 році шведський натураліст Карл Лінней оновлював свою працю «Система природи» для дванадцятого видання, він додав у книгу 240 видів, які раніше були описані Бріссоном. Одним із них був сніговий в'юрок білокрилий. Лінней добавив короткий опис, використавши біноміальну назву Fringilla nivalis, і процитував роботу Бріссона. Місцем перебування виду була вказана «Америка». Згодом місце замешкання птаха замінили на Швейцарію. Назва виду nivalis походить з латині та перекладається як «сніговий» або «білосніжний». Зараз цей вид поміщений до роду Montifringilla, який був вперше введений німецьким орнітологом Крістіаном Людвігом Бремом у 1828 році.
На даний момент розрізняють сім підвидів:
- М. н. nivalis (Лінней, 1766) замешкує південь Європи
- М. н. leucura (Бонапарт, 1855) — південь та схід Туреччини
- М. н. alpicola (Паллас, 1811) — Кавказ та північні ареали Ірану, які тягнуться до Афганістану
- М. н. gaddi (Зарудний та Лаудон, 1904) — південно-західний Іран
- М. н. tianshanica (Кеве-Клейнер, 1943) — східний Казахстан і північ Таджикистану
- М. н. groumgrzimaili (Зарудний та Лаудон, 1904) — з північного заходу Китаю до центральної Монголії
- М. н. kwenlunensis (Біанкі, 1908) — західно-центральна частина Китаю та північний Тибет

## Зовнішність
Сніговий в'юрок ― це великий присадкуватий птах, який має довжину 16,5–19 сантиметрів. Зверху має коричневе забарвлення, а знизу ― біле. Голова у пташки сірого коліру. Має довгу вузьку вставку білого коліру на крилах. Влітку дзьоб чорного коліру. Взимку втрачає плямистий колір на горлі, а дзьоб стає жовтого коліру. Статі схожі між собою.

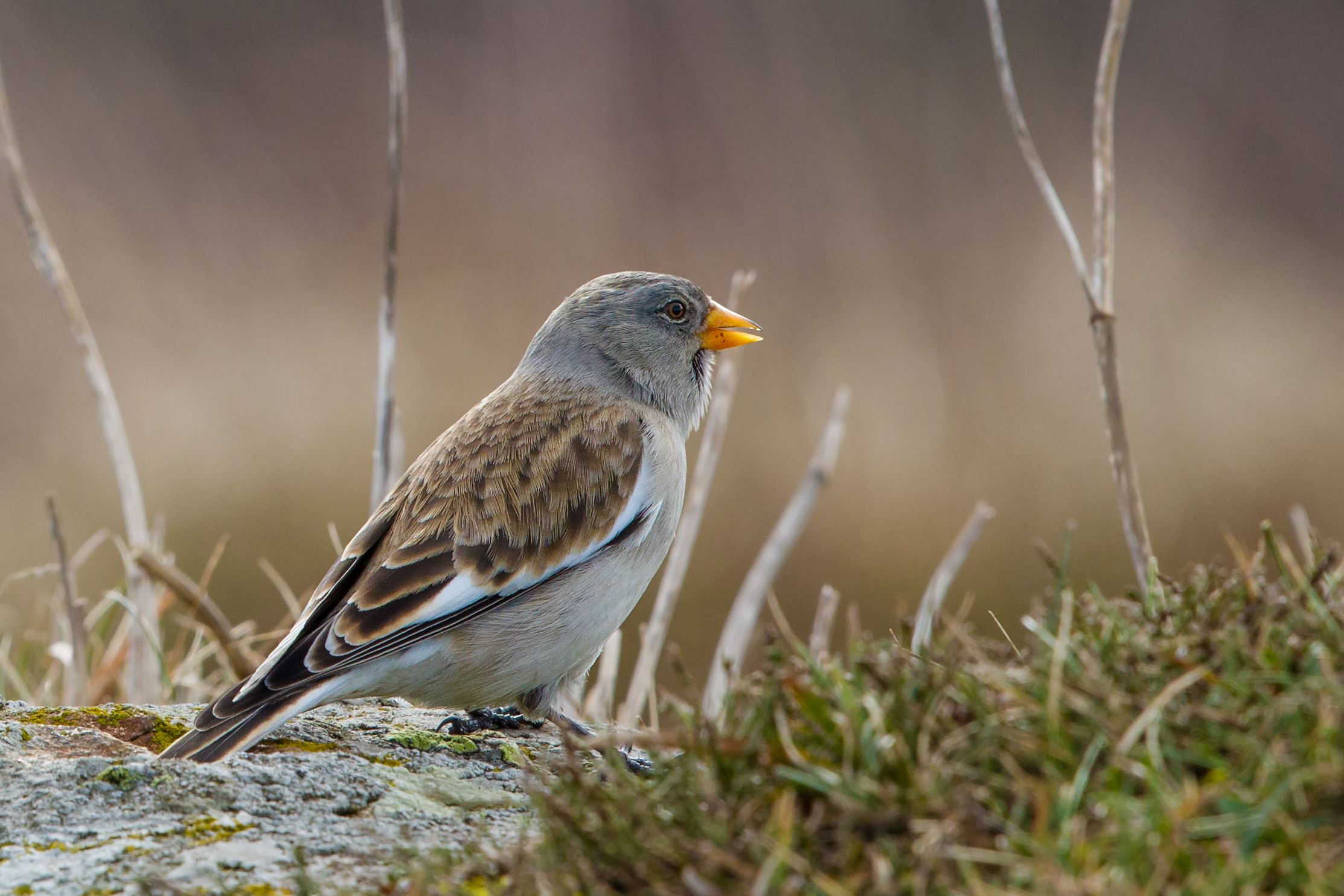
Зазнимкований у грудні сніговий в'юрок білокрилий демонструє свою зимову палітру кольорів (Тарн, Франція)

Пташка має досить дзвінкий спів з багатьма трелями та різноманітними плавними або скрипучими звуками.

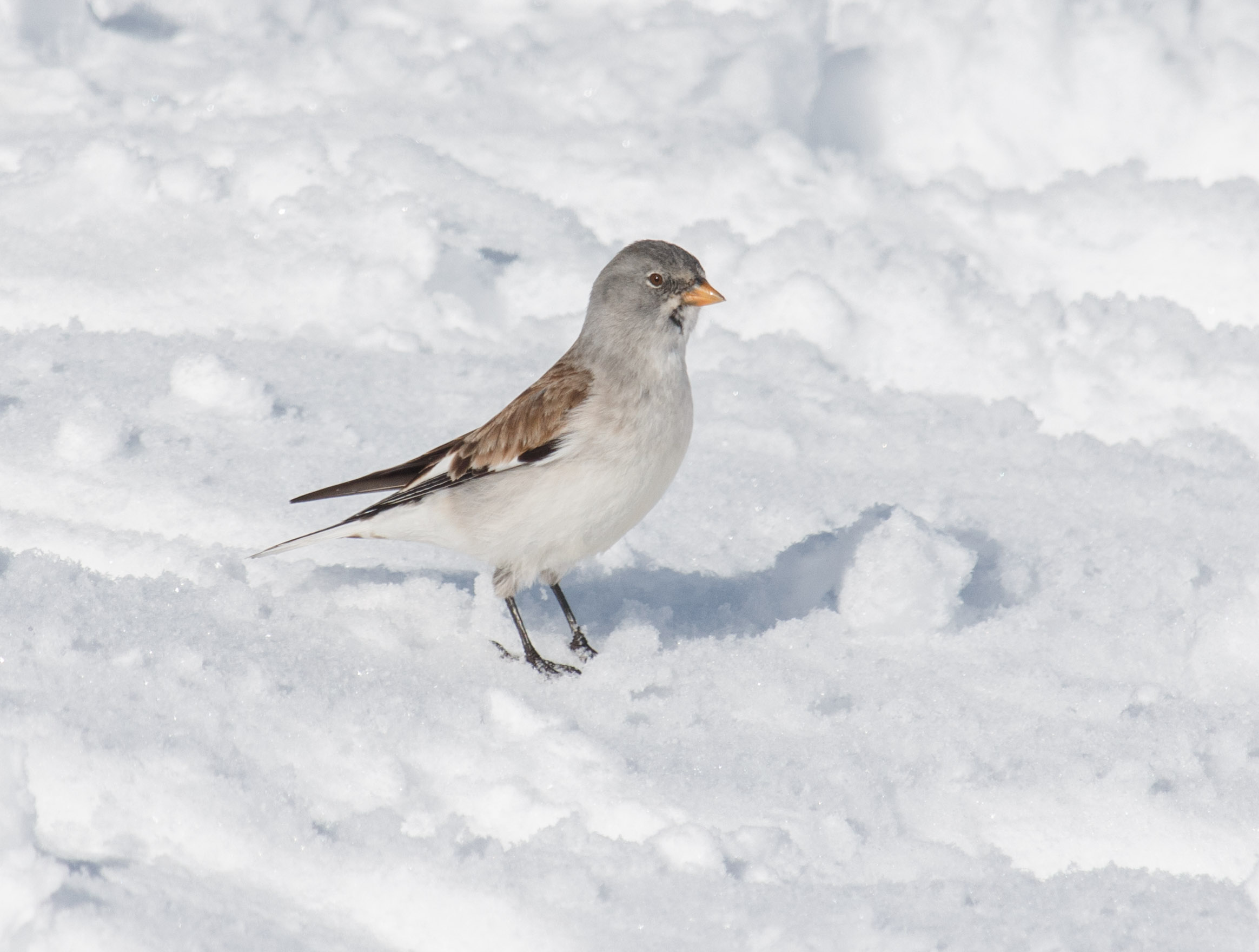
Пташка у Північних Альпах (Франція)

## Поширення та природне середовище
Сніговий в'юрок білокрилий мешкає в горах, як правило, на висоті понад 1500 метрів. Поширений на півдні Європи (Піренеї, Альпи, Корсика, Балкани), центральній Азії та на заході Китаю. Гніздиться в природних розколинах або в норах гризунів, відкладаючи по 3–4 яйця за один раз.

## Харчування та поведінка

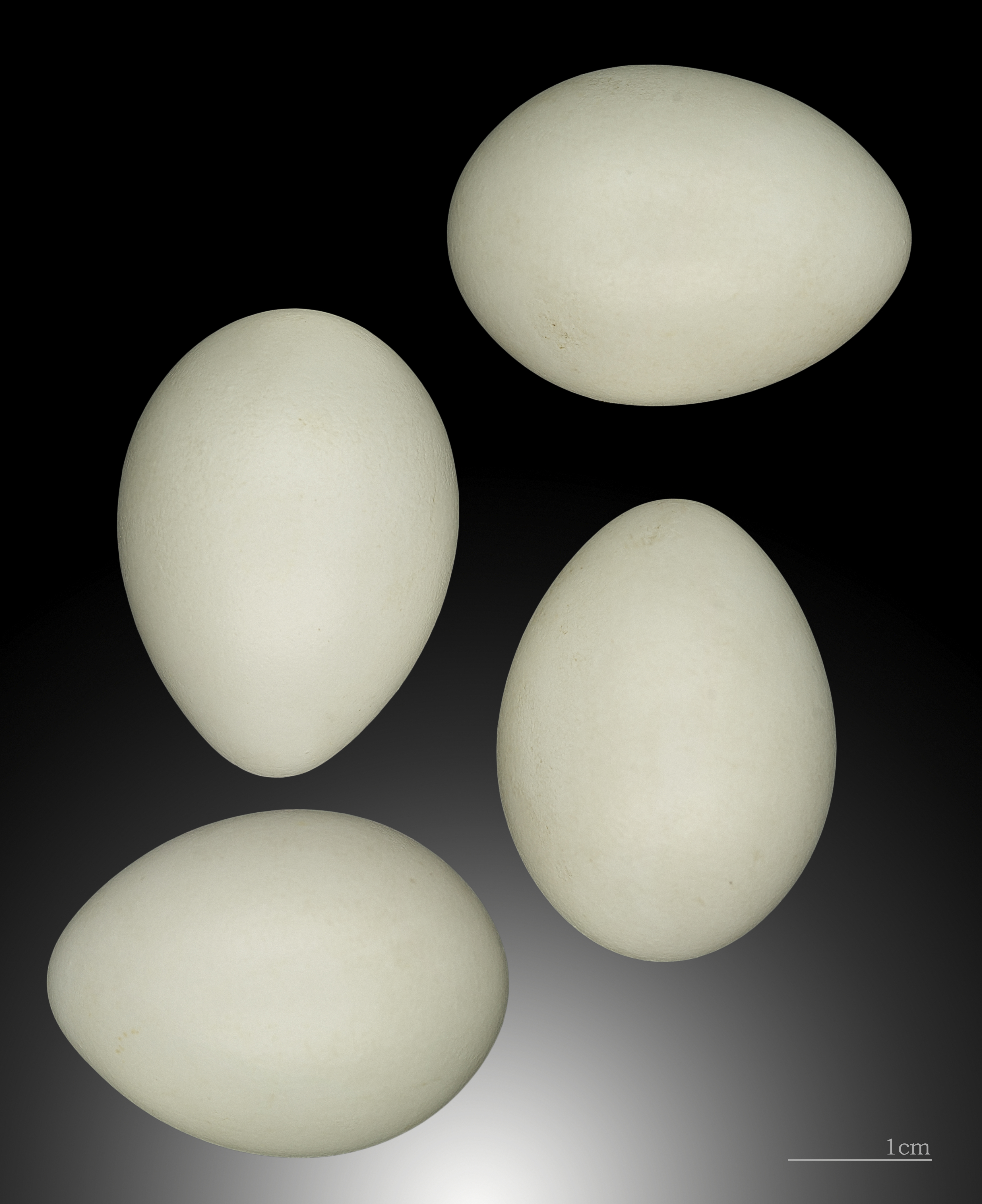
Яйця з колекції Тулузького музею

Харчується переважно насінням та деякими комахами. Птах є витривалий і досить рідко спускається нижче 1000 метрів висоти, навіть у важку зимову погоду.